# Naroma cadica
Naroma cadica är en fjärilsart som beskrevs av Carl Plötz 1880. Naroma cadica ingår i släktet Naroma och familjen tofsspinnare. Inga underarter finns listade i Catalogue of Life.